# Android (оперативни систем)
Андроид је мобилни оперативни систем компаније Гугл заснован на Линукс језгру, првенствено дизајниран за мобилне уређаје са екраном осетљивим на додир, као што су паметни телефони и таблет уређаји. Кориснички интерфејс Андроида је заснован на директној манипулацији објектима на екрану, коришћењем улаза у виду додира који одговарају покретима у реалном свету као што су превлачење, притискање зумирање (енгл. pinching) као и унос текста помоћу виртуелне тастатуре. Као додатак уређајима осетљивим на додир, Гугл је развио и Андроид ТВ за телевизоре, Андроид Ауто за аутомобиле и Wear OS за ручне сатове, сваки од њих са прилагођеним корисничким интерфејсом. Варијанте Андроид оперативног система се користе и на играчким конзолама, дигиталним камерама, персоналним рачунарима и другим електронским уређајима.
Андроид је развила истоимена компанија (енгл. Android, Inc.) коју је компанија Гугл купила 2005. године. Андроид је представљен 2007. године заједно са оснивањем удружења Опен Хандсет Алајанс (OХA) (енгл. Open Handset Alliance, OHA), конзорцијума хардверских, софтверских и телекомуникационих компанија посвећених развоју отворених стандарда за мобилне уређаје. Први Андроид телефон је продат у септембру 2008. године и од тада је представљено више издања овог оперативног система, са најновијом верзијом 8.0 "Орео", која је представљена у августу 2017. године. Андроид апликације се могу преузети са Гугл плеј продавнице, на којој закључно са фебруаром 2017. године, има преко 2,7 милиона апликација. Андроид је најпродаванији оперативни систем на таблет рачунарима од 2013. године, и покреће се на већини паметних телефона данас. Од маја 2017. године, Андроид има 2 милијарде активних корисника месечно, и поседује највећу базу корисника од свих оперативних система.
Изворни код Андроида је објављен од стране Гугл-а и доступан је под лиценцом отвореног кода, иако се већина Андроид уређаја испоручује у комбинацији софтвера отвореног кода и власничких лиценци, између осталог и власничког софтвера неопходног за приступ Гугл сервисима. Андроид је популаран међу технолошким компанијама које захтевају готове, јефтине, прилагодљиве и лаке оперативне системе за своје високотехнолошке уређаје. Отвореност ове платформе је охрабрила огромну заједницу програмера и ентузијаста да користе софтвер отвореног кода као основу за своје заједничке пројекте, као и да праве закрпе за старије уређаје, додају нове функционалности за напредније кориснике и да портују Андроид на уређаје који су првобитно испоручивани са другим оперативним системима. Велике разлике у хардверу који се налази у Андроид уређајима доводи до великих кашњења у надоградњи софтвера, где је обично потребно да прође и по неколико месеци између различитих верзија оперативног система и сигурносних закрпа, пре него што се испоручи корисницима, или се понекад уопште и не испоручи. Успех Андроида је довео до тога да постане предмет различитих спорова између технолошких компанија у вези са патентима и ауторским правима.

## Историјат
Компанија Андроид основана је октобра 2003. године у месту Пало Алто, у Калифорнији. Основали су је Енди Рубин (један од оснивача компаније Денџер), Рич Мајнер (један од оснивача компаније Вајлдфајер Комјуникејшнс), Ник Сирс (потпредседник компаније Ти-Мобајл) и Крис Вајт (директор одељења за дизајн и развој интерфејса компаније ВебТВ) ради развоја, по Рубиновим речима, „паметних мобилних уређаја који су свесни локације и приоритета корисника“. Првобитна намера компаније била је развој напредног оперативног система за дигиталне камере, када су схватили да тржиште за ове уређаје није много велико, па су преусмерили своје напоре на производњу оперативног система за паметне телефоне који би се такмичио са оперативним системима Симбијан (енгл. Symbian) и Виндоус мобајл (енгл. Windows Mobile). Еплов оперативни систем iOS у то време још није био представљен. Без обзира на претходне успехе оснивача и првих запослених, компанија Андроид је пословала тајно, откривајући само да је радила на софтверу за мобилне телефоне. Исте године, Енди Рубин је остао без новца. Стив Перлман, његов блиски пријатељ, му је позајмио 10.000 долара и истовремено одбио да има улог у компанији.
Гугл је купио компанију Андроид, 17. августа 2005. године, чиме је она у потпуности постала део Гугла. Кључни запослени у овој компанији, укључујући Рубина, Мајнера и Вајта, остали су у компанији након аквизиције. Није се много знало о овој компанији у то време, али су многи претпоставили да Гугл овим потезом планира да уђе на тржиште мобилних телефона. У Гуглу, тим предвођен Енди Рубином развио је платформу за мобилне уређаје засновану на Линуксовом језгру. Гугл је овом платформом циљао произвођаче телефона и оператере, обећавајући флексибилан и надоградив систем.
Спекулације о томе да Гугл намерава да уђе на тржиште мобилних комуникација су се наставиле током децембра 2006. године. Извештаји Би-Би-Си-ја и Вол Стрит Џурнала показали су да је Гугл желео сопствену претрагу и апликације на мобилним телефонима и да је на томе увелико радио. Штампани и онлајн медији су убрзо известили о гласинама да Гугл развија телефон под сопственим брендом. Такође се спекулисало да како је Гугл дефинисао техничке спецификације, тако је показивао прототипове произвођачима мобилних телефона и мрежним оператерима. У септембру 2007. године Информејшн вик (енгл. InformationWeek) у својој студији извештава о томе да је Гугл поднео више пријава за патенте у области мобилне телефоније.
Опен Хендсет Елијанс (ОХА), конзорцијум технолошких компанија укључујући Гугл, произвођаче уређаја као што су ХТЦ, Сони и Самсунг, телекомуникационих оператера као што су Спринт и Ти-Мобајл и произвођача чипова као што су Кволком и Тексас инструментс, основан је 5. новембра 2007. са циљем развоја отворених стандарда за мобилне уређаје. Истог дана, Андроид је представљен као први производ овог конзорцијума, мобилна платформа заснована на Линукс језгру верзије 2.6. Први комерцијално доступан телефон који покреће Андроид био је ХТЦ Дрим (енгл. HTC Dream), представљен 22. октобра 2008. године.
Гугл је 2010. године представио своју Нексус серију уређаја коју су чинили паметни телефони и таблет уређаји које је покретао Андроид оперативни систем и које су производили Гуглови партнери-произвођачи. ХТЦ је сарађивао са Гуглом на производњи првог Нексус паметног телефона, Нексус Уан (енгл. Nexus One). Гугл представља Нексус телефоне и таблете као основне моделе, демонстрирајући најновије хардверске и софтверске особине Андроида баш на њима. 13. марта 2013. Лари Пејџ је у свом блог посту објавио да Енди Рубин напушта своју позицију и прелази на друге пројекте у компанији. Њега је заменио Сандар Пичај, који је истовремено наставио своју позицију директора Гугл кроум дивизије, која производи Кроум ОС.
Од 2008. године Андроид је претрпео бројне исправке које су постепено побољшавале оперативни систем, додајући нове функције и исправљајући грешке у претходним издањима.
Свако велико издање Андроида је названо, по абецедном реду, по неком дезерту или слаткишу; на пример, верзија 1.5 Капкејк (енгл. Cupcake – колачић) је претходила верзији 1.6 Донат (енгл. Donut – крофна).

## Карактеристике

### Кориснички интерфејс
Кориснички интерфејс Андроида је заснован на директној манипулацији објектима на екрану, коришћењем улаза у виду додира који одговарају покретима у реалном свету. Одговор на кориснички унос се извршава истог тренутка и омогућава кориснику повратну информацију, најчешће путем вибрације уређаја. Додатни хардвер, као што су акцелерометар, жироскоп, и сензор близине, се користи за додатне захтеве корисника, као на пример подешавање оријентације екрана у зависности од положаја уређаја или омогућавање кориснику да контролише возило у игрици ротирајући уређај и на тај начин симулирајући контролу возила воланом.
Приликом покретања Андроид уређаја приказује се почетни екран, полазна тачка сваког уређаја, слична радној површини код персоналних рачунара. Почетни екран се обично састоји од иконица апликација и виџета; иконице апликација покрећу повезане апликације, док виџети приказују садржај у реалном времену који се аутоматски ажурира, као на пример временску прогнозу, пријемно сандуче електронске поште или најновије вести, директно на почетном екрану. Иако се почетни екран може састојати од више страница кроз које корисник може да се креће, он је изузетно прилагодљив, омогућавајући кориснику да подеси његов изглед по свом укусу. Апликације других произвођача, доступне на Гугл плеју или другим продавницама апликација, могу да мењају изглед почетног екрана, па чак и да имитирају друге оперативне системе, као што је рецимо Виндоус фоун. Многи произвођачи, па чак и мобилни оператери, прилагођавају изглед Андроид уређаја, да би се разликовали од конкуренције.
На врху екрана сваког Андроид уређаја налази се статусна линија, која приказује важне информације о самом уређају и његовом повезивању. Статусна линија се може повући надоле, ради приказивања обавештења која генеришу апликације, као што су на пример пристигла електронска пошта или СМС порука, на начин који не прекида корисника у свом раду. У ранијим верзијама Андроида ова обавештења су директно водила отварању релевантне апликације, међутим новије верзије доносе могућност додатних функционалности, као што је могућност директног позивања броја телефона из обавештења о пропуштеном позиву, без потребе отварања апликације за бирање бројева. Обавештења се приказују кориснику док их не прочита или евентуално одбаци.

### Апликације
Андроид поседује велики број апликација других произвођача, које су доступне путем продавница апликација као што су Гугл плеј или Амазон Епстор, или путем преузимања и инсталације АПК датотека апликације са веб-сајтова других произвођача. Гугл плеј апликација омогућава корисницима претраживање, преузимање и ажурирање апликација које објављује Гугл или други програмери, и унапред је инсталирана на свим компатибилним уређајима. Ова апликација филтрира листу доступних апликација које су компатибилне са датим уређајем, па програмери могу да ограниче доступност својих апликација на одређене оператере или државе из пословних разлога. Куповина нежељених апликација се може поништити 15 минута након преузимања, док неки оператери нуде директан обрачун купљених апликација са Гугл плеја, где се цена апликације додаје на месечни рачун корисника. Закључно са септембром 2012. године, укупан број апликација доступних за Андроид био је 675.000, док је процењени број преузимања апликација са Гугл плеја био 25 милиона.
Апликације за Андроид се развијају у Јава програмском језику, коришћењем Андроид развојног пакета (енгл. Android software development kit, SDK). Овај пакет садржи свеобухватан низ развојних алата, као што су програм за проналажење грешака (енгл. debugger), софтверске библиотеке, емулатор реалног уређаја, документација, примери кода и приручници. Званично подржано интегрисано развојно окружење (енгл. Integrated development environment, IDE) је Андроид студио.
Да би Гугл сервиси испуњавали строге критеријуме Народне Републике Кине по питању Интернет цензуре, Андроид уређаји који се продају у овој држави су прилагођени тако да користе сервисе које је ова држава одобрила за коришћење.

### Управљање меморијом
С обзиром да Андроид уређаје најчешће покреће батерија, оперативни систем Андроид је дизајниран да управља РАМ меморијом тако да се потрошња батерије сведе на минимум, насупрот десктоп оперативним системима који су дизајнирани тако да стално буду повезани на непрекидан извор електричне енергије. Када се нека од Андроид апликација више не користи, систем је аутоматски обуставља, тако да иако је технички доступна она не заузима ниједан ресурс (на пример потрошњу батерије или процесорску снагу), већ чека у позадини поновно активирање. На овај начин се остварује двострука предност - апликације не морају да се гасе и из почетка активирају сваки пут и апликације које раде у позадини не троше батерију.
Андроид управља аутоматски апликацијама смештеним у меморији: када понестаје меморије систем почиње да гаси апликације и процесе који су неактивни неко време, у обрнутом редоследу од времена коришћења (прво најстарије). Овај процес је невидљив за кориснике јер не морају сами да управљају меморијом гасећи апликације. Међутим, конфузија око упрваљања меморијом код Андроида довела је до раста популарности апликација на Гугл плеју, које служе за „убијање“ процеса (енгл. task killing). Ове апликације генерално могу донети више лошег него доброг.

## Хардверски захтеви
Закључно са новембром 2013. године, тренутне верзије Андроид оперативног система захтевају најмање 512 мегабајта RAM меморије, и АРМ7 (32bit или 64bit), МИПС или x86 архитектуру процесора, као и графички процесор (енгл. Graphics processing unit, GPU) компатибилан са OpenGL ЕС верзијом 2.0.
Основна хардверска платформа за Андроид је 32-bit, али је од Андроид Лолипоп уведена и 64-bit подршка АРМ7 архитектура. Постоји и подршка за x86 архитектуру кроз Андроид-x86 пројекат (или, OEM), док Гугл ТВ користи посебну x86 верзију Андроида. У 2012. години, Интелови процесори су све више почели да се појављују на Андроид платформи, првенствено на телефонима.

### Опциони хардвер
Поједине хардверске компоненте нису неопходне, мада су постале стандардне у појединим уређајима, те се одређени захтеви примењују само ако су доступне. Поједине компоненте су у почетку биле неопходне, да би касније биле у потпуности елиминисане. Како је Андроид на почетку био оперативни систем само за телефоне, одређене хардверске компоненте су биле неопходне, као што је микрофон, да би током времена, функција телефонирања постала опциона. Такође, камера више није била потребна уколико би се Андроид користио на пријемницима телевизије. У почетку је Андроид захтевао камеру са аутофокусом, да би касније ово ограничење било редуковано на камеру са фиксним фокусом.
Андроид уређаји поседују многе опционе хардверске компоненте као што су фотоапарат, камкордер, уређај за навигацију, сензоре покрета, акцелерометар, жироскоп, барометар, магнетометар, сензор близине, сензор притиска, термометар и екран осетљив на додир.
Андроид подржава Опен ГЛ ЕС верзије 1.1, 2.0 и 3.0. Одређене апликације експлицитно захтевају одређене верзије Опен ГЛ ЕС стандарда, тако да је погодан графички процесор обавезан у Андроид уређајима да би покретале ове апликације.

## Верзије Андроид оперативног система

### Андроид 1.0
Андроид је први пут показао публици свој оперативни систем 2008. са Андроидом 1.0. Верзија која је толико стара да није ни имала своје кодно име.
У овој верзији оперативног система ствари су били прилично једноставне, али је и даље имао неке од Гуглових апликација као Гмејл, Мапе, Календар и Јутјуб, који су били интегрисани у оперативни систем.

### Андроид 1.5 Капкејк (Cupcake)
2009 год. Капкејк је изашао и са њим је почела традиција кодних имена оперативних система. Ова верзија је представила нова побољшања интерфејсу оперативног система. Ова верзија је по први пут преставила виртуалну тастатуру, нешто што је било потребно тада кад су све више телефона одбацивало физичке тастатуре.
Уз ову верзију су такође били представљени виџети (widget) који су убрзо били једни од најјачих карактеристика оперативног система.

### Андроид 1.6 Донут (Donut)
Донут је изашао у јесен 2009. Ова верзија је попунила доста рупа, укључујући могућност да оперативни систем ради у варијацији разних величина екрана, фактор који ће бити критичан у следећим годинама. Такође је имао подршку за ЦДМА мреже, која би била кључна ствар у великој популарности андроида.
Друге карактеристике су биле кутија за брзо претраживање. Донут је такође представио виџет за контролу Безичног интернета, Блутут (Bluetooth), Глобални позициони систем (GPS) и остало.

### Андроид 2.0 и 2.1 Еклер (Eclair)
Пратећи брзину излажења нових верзија из претходних година, Еклер је изашао само 6 недеља после Донут. Његова надоградња 2.1 се исто звала Еклер, изашла је после месец дана.
Највећа новина у овој верзији је била гласна навигација за превоз и реалне информације за стање на путевима, нешто што нико тада није ни размишљао о томе. Поред навигације, Еклер је такође представио позадине са анимацијама као и платформину могућност превод говора у текст.
Motorola Droid је био први телефон са 2.0 чим је изашао. Док је Гугл смео да користи Андроид као име оперативног система, име Дроид је био заштитни знак Lucasfilm у референци робота у Star Wars серијалима. Моторола је морала да плати Lucasfilm да користи Droid као име својих телефона.

### Андроид 2.2 Фројо (Froyo)
Само 4 месеца након што је 2.1 изашао, Гугл је представио 2.2 Фројо, који је углавном побољшавао перформансу уређаја.
Највећа новина коју је Фројо представио је сада већ познати док у коме су се налазиле све апликације уређаја. Такође и гласне акције које су омогућиле да корисници ураде ствари као да добију упутсва и прабљење белешки тако што би притиснули икону на уређају и изговорили комадну.
Уз Фројо је дошла подршка за флеш плејер за Андроидов претраживач, битна ставка због величине корисности флеша и Аплова тада строга не подршка плејера на њиховим уређајима.
Први телефон који је носио Гуглов Nexus бренд је био Nexus one, изашао је са 2.1 али је брзо те године добио надоградњу на 2.2.

### Андроид 2.3 Џинџербред (Gingerbread)
Џинџербред је изашао у 2010 год. Светлозелено је дуго била боја Андроидовог маскота, а са 2.3 верзијом постала је интегрисан део изгледа оперативног система. Црно и зелено је изливало свуда из УИ док је андроид почео свој полаки покрет ка карактеристичном дизајну. Ова верзија је додала подршку за НФЦ (NFC) за уређаје који су имали ту могућност. Први телефон који је додао Џинџербред и НФЦ је био Нексус С, који је био произведен Произведен од стране Гугл и Самсунг. Џинџербред је такође био први који је покренуо идеју за Селфи (енгл. selfie), тако што је додао подршку за више камера и видео позива преко Гугл Так (енгл. Google talk) апликације.

### Андроид 3.0 до 3.2 Ханикомб (Honeycomb)
Ханикомб је изашао 2011 год. и био је чудан период за Андроид. Андроид 3.0 је био ексклузива за таблет уређаје и током надоградњи на 3.1 и 3.2 верзије, остао је таблет ексклузива. Идеја иза овог система је била да ће ова верзија донети одређене могућности што уређаји са мањим екранима нису могли да подрже у то време. Такође је био одговор за Аплеов Ипад (енгл. Apple Ipad). Чак и ако је 3.0 верзија изашла, неки таблети су и даље изашли са 2.X верзијом. На крају је Ханикомб била верзија која није била потребна, пошто је Гугл одлучио да већину интеграција пребаци у своју следећу верзију оперативног система.

### Андроид 4.0 Ајс крим сендвич (Ice Cream Sandwich)
Ова верзија је изашла у Октобру 2011 год. Уз ову верзију је дошло безброј нових могућности за кориснике. Комбиновало је доста могућности од ханикомб верзије за таблете и џинџербред верзије за мобилне уређаје. Такође је добило по први пут подршку за откључавање користећи предњу камеру да услика корисника. Та врста биометријског откључавања је до данас доста више напредовала.

### Андроид 4.1 до 4.3 Џели Бин (Jelly Bean)
У Јуну 2012 год. Изашла је верзија 4.1 уз њу су брзо изашле верзије 4.2 у Октобру и  4.3 у Јулу 2013 год.
Новине у овој верзији оперативног система су биле нови начин приказивања нотификација, које су приказивале више информација и додали дугмад за акције везане за те нотификације. Још новина у овој верзији су пуна подршка за Гуглов веб претраживач Хром (енгл. Chrome), Гугл нау (енгл. Google now) се такође показао први пут као део претраживања на уређају, „Пројекат путер“ је био представљен да убрза анимације и побољша одговарање екрана, као и  подршку за ХДР (енгл. HDR) слике.

### Андроид 4.4 Киткат (KitKat)
Кит кат је изашао у Септембру 2013 год. И била је прва верзија система које користила бренд чоколадице као своје име. Пре него што је званично изашао компанија је дала мале трагове на својој конференцији те године, да ће следеће кодно име бити Пита од лемете (енгл. Key Lime Pie). Већина Гугл Андроид тима је мислила да ће то бити ново име. Али Гуглов директор Андроид глобалног партнерства Џон Лагеринг (енгл. John Lagering) је мислио да то име не би било превише популарно име да се користи за 4.4. Џон је контактирао Nestle, креатора чоколадице, да користе име за верзију 4.4. Nestle је прихватио и чак је избацио Киткат чоколадице у облику Андроид маскоте као део бренд договора са Гуглом.
Кит Кат није имао велики број новина али је ова верзија била оптимизована да ради на уређајима који су имали чак 512 MB меморије. Ово је омогућило да произвођачи имају најновију верзију система и да инсталирају на јефтинијим уређајима.
Гугл Нексус 5 је био уређај који је изашао са овом верзијом система. Чак и ако је Киткат изашао пре 4 године, постоји још доста уређаја који користе ову верзију оперативног система. Гуглова најновија статистика је показала да 15,1% уређаја користе неку верзију 4.4 Киткат.

### Андроид 5.0 Лолипоп (Lollipop)
Први пут је изашла у јесен 2014 год. Андроид 5.0 је био донео велике промене у самом изгледу оперативног система. Била је прва верзија која је Гуглов нови језик  за дизајн, који је користио светло и сенке за анимације и да приказе дизајн налик на папир за кориснички интерфејс.
Надоградња 5.1 је донела мале надоградње као што су  подршка за телефоне са две картице, ХД позиве и заштита за уређаје против лопова чак и после враћања на фабричка подешавања.

### Андроид 6.0 Маршмело (Marshmallow)
Маршмело је изашао у јесен 2015 године. Уз ову верзију гугл је представио новине као вертикални мени за скроловање кроз апликације, такође природну подршку за откључавање уређаја преко отиска за прсте, USB Ц (енгл. USB type C) подршка, по први пут представљен начин плаћања Андроид Пеј (енгл. Android pay) и још доста ствари.
Први уређај који је био избачен са већ уграђеном верзијом 6.0 су били Гугл Нексус 6П (енгл. Google Nexus 6P) и Нексус 5X (енгл. Nexus 5X) мобилни уређаји, такође и са Пиксел Ц (енгл. Pixel C) таблетом.

### Андроид 7.0 Нугат (Nougat)
Верзија 7.0 Гугл оперативног система је изашла јесени 2016 год. Пре имена Нугат гугл је представио ову верзију као Андроид Н. 7.0 Верзија је донела много нових могућности, једна од њих је била могућност поделити екран на два дела тако да би могли да покренете две апликације истовремено. Разлог је био због много телефона који су поседовали велике екране.
Такође је било доста промена за убрзавање уређаја, као сто је промена на нови ЈИТ компајлер који је убрзавао доста апликације, подршка за Вулкан АПИ (енгл. Vulkan API) за брже 3Д рендеровање и подршка за ОЕМ за њихову Деј Дрим (енгл. Day Dream) виртуалну платформу.
Гугл је искористио ову нову верзију да погурају њихове уређаје у премијум категорију на тржишту. Компанија је користила своје брендиране уређаје као што су Пиксел (Pixel) и Пиксел XL (енгл. Pixel XL), такође уз ЛГ В20 (енгл. LG V20), који су били међу првима који су изашли са 7.0 верзијом да се прогурају у тржишту.

### Андроид 8.0 Орео (Oreo)
У марту 2017 године Гугл је представио њихову нову верзију као Андроид О. Чак и пре изласка Андроид 8.0 сениор потпредседник Хироши Локхејмер је поставио ГИФ Орео на свом твитер налогу у Фебруару те исте године. То је била прва индикација за кодно име за нову верзију Андроид оперативног система.
У Августу, Гугл је је потврдио да Орео ће бити званично име 8.0 верзије. Ово је био други пут да Гугл користи брендирани производ за кодно име система. Гугл је такође по први пут показао маскоту за Орео пред новинарима у интервју у Њујорку уместо да прву покажу у Гугловом главном штабу као сто је била традиција.
Што се тиче новина у 8.0 верзији, Орео је имао доста визуелних надоградња као што су нови мод за слику у слици, нови канал нотификација, Нови АПИ за бољи менаџмент шифри и података и још доста тога.

### Андроид 9 Пај (Pie)
Гугл је избацио прву верзију Андроида П за развијаче софтвера 7. марта 2018 год. Тада је био само познат као Андроид П, и први приказ је радио само на Гугловим Пиксел телефонима. Бета програм је отпочео 8. маја 2018. и омогућио је уређајима који не припадају Гугл Пиксел телефонима приступ новим верзијама Андроида П. Андроид 9 је изашао 6. августа под именом Пај (пита). Неке од новина у првом приказу су Подршка за ХДР и ХЕИФ (енгл. HEIF) видео формат, навигација на Гугл мапама у затвореним просторијама, побољшано обезбеђење и званична подршка за исечке предње камере и сензора или популарно као ноч (енгл. Notch).
Уређаји који су током бета програма имали приступ бета верзијама Андроида П које је Гугл избацивао су:
- Гугл Пиксел (енгл. Google Pixel)
- Гугл Пиксел XL (енгл. Google Pixel XL)
- Гугл Пиксел 2 (енгл. Google Pixel 2)
- Гугл Пиксел 2 XL (енгл. Google Pixel 2 XL)
- Essential телефон
- Нокиа 7 плус (енгл. Nokia 7 Plus)
- Оппо Р15 про (енгл. Oppo R15 Pro)
- Онеплус 6 (енгл. Oneplus 6)
- Сони икспериа XZ2 (енгл. Sony Xperia XZ2)
- Виво В9 (енгл. Vivo V9)
- Виво X21UD (енгл. Vivo X21UD
- Виво X21 (енгл. Vivo X21)
- Хуавеи П20 (енгл. Huawei P20)
- Хуавеи Y9 2018 (енгл. Huawei Y9 2018)
- Хуавеи Y7 Приме (енгл. Huawei Y7 Prime)

### Андроид 10
Прва бета верзија Андроида 10 (са кодним именом Q) је изашла 13. марта 2019, само за Гугл Пиксел телефоне. Бета програм је проширен 7. маја 2019. на уређаје од 11 произвођача. Једна од новина у Андроиду 10 су динамична ажурирања система (енгл. Dynamic System Updates – DSU), која омогућавају Андроид "Q" уређајима да привремено инсталирају генеричну слику система (енгл. Generic System Image – GSI) и испробају нову верзију Андроида преко своје тренутне верзије. Кад корисници одлуче да заврше тестирање изабране слике система, могу само да поново покрену уређај и врате се у своју нормалну верзију Андроида. Гугл је направио промену у давању имена верзијама Андроида у будућности. Где су прошле верзије Андроида имале називе по неком дезерту или слаткишу, Андроид 10 и следеће верзије ће имати само нумерички назив. Гугл је ово урадио због тога што се Андроид уређаји продају широм света, али неки слаткиши или дезерти ни не постоје у неким деловима света. Андроид 10 је изашао 3. септембра 2019.
Уређаји који су током бета програма имали приступ бета верзијама Андроида Q које је Гугл избацивао су:
- Гугл Пиксел (енгл. Google Pixel)
- Гугл Пиксел XL (енгл. Google Pixel XL)
- Гугл Пиксел 2 (енгл. Google Pixel 2)
- Гугл Пиксел 2 XL (енгл. Google Pixel 2 XL)
- Гугл Пиксел 3 (енгл. Google Pixel 3)
- Гугл Пиксел 3 XL (енгл. Google Pixel 3 XL)
- Гугл Пиксел 3а (енгл. Google Pixel 3a)
- Гугл Пиксел 3а XL (енгл. Google Pixel 3a XL)
- Essential телефон
- Nokia 8.1
- Asus Zenfone 5Z
- Huawei Mate 20 Pro
- LG G8
- Oneplus 7 Pro
- Oneplus 7
- Oneplus 6T
- Oneplus 6
- Oppo Reno
- realme 3 Pro
- Sony Xperia XZ3
- TECNO SPARK 3 Pro
- Vivo X27
- Vivo NEX S
- Vivo NEX A
- Xiaomi Mi 9
- Xiaomi Mi MIX 3 5G

## Будућност андроида
Андроид је имао дугачак пут, у почетку је био мали почетнички пројекат и сада је један од водећих глобалних оперативних система за мобилне уређаје. Постоје наговести да Гугл тренутно спрема свој нови оперативни систем, под именом Фјуша (енгл. Fuchsia), који подржава пуно платформи, од уграђених система до телефона, таблета, лаптопова и кућних рачунара.
Ово само показује да Гугл и даље екстремно жели да побољша Андроид и чак су и покушали да свој оперативни систем прошире на друге уређаје као што су Андроид ТВ (енгл. Android TV), Андроид Ауто (енгл. Android Auto) и Вер ОС (енгл. Wear OS).

## Развој
Гугл тајно развија Андроид оперативни систем све док последње промене или исправке нису спремне за представљање, и тада изворни код постаје јавно доступан. Овај изворни код без икаквих измена ради само на одабраним уређајима, најчешће на Нексус серији уређаја. Да би Андроид оперативни систем функционисао на уређајима, произвођачи морају да обезбеде додатне информације у виду бинарног кода који се уграђује у систем.
Зелени Андроид лого је 2007. године за компанију Гугл дизајнирао тим графичког дизајнера Ирине Блок. Овај тим је за задатак имао да креира универзално препознатљиву иконицу која би у свом дизајну садржала приказ робота. Након много изнетих решења базираних на филмовима са научно-фантастичном и свемирском тематиком, тим дизајнера је инспирацију нашао у човеколиком симболу који је стајао на вратима тоалета те су га изменили да личи на робота. Како је Андроид оперативни систем отвореног кода, договорено је да и лого треба да буде исто слободан, те је од његовог лансирања постојало безброј варијација његовог оригиналног дизајна.

### Учесталост надоградње система
Компанија Гугл на сваких шест до девет месеци представља нове верзије Андроид оперативног система, које су тренутно доступне већини уређаја. Најновија верзија је Андроид 10.
У поређењу са највећим конкурентом на тржишту, iOS-ом, нове верзије Андроида споро долазе на актуелне уређаје. За уређаје које не припадају Нексус серији, надоградња најчешће стиже месецима након званичног представљања. Разлог овоме су велике разлике у хардверу међу Андроид уређајима, па сваком од њих нова верзија мора бити прилагођена, јер званични Гугл изворни код, неизмењен ради само на Нексус моделима. Прилагођавање Андроид система специфичном хардверу је процес који захтева време и ресурсе произвођача уређаја, који се најчешће усредсређују на своје најновије моделе, на уштрб старијих модела. Из тог разлога, старије верзије паметних телефона често нису ажуриране, уколико произвођач одлучи да не губи време на њих, без обзира на могућност покретања новије верзије. Овај проблем је још више наглашен уколико произвођачи прилагођавају интерфејс и апликације Андроида, те се ово мора применити на сваку нову верзију. Додатно кашњење настаје и кад мобилни оператери одлуче да сами прилагођавају и брендирају Андроид уређаје према својим потребама и спроводе опсежна тестирања мреже пре него што надоградњу учине доступном својим корисницима.
Једна од најчешће критикованих ствари од стране потрошачких организација и медија који прате нове технологије, јесте недостатак постпродајне подршке произвођача и мобилних оператера. Неки од коментара су и да индустрија има финансијске разлоге да не надограђује своје уређаје, јер то доводи до куповине нових уређаја, што се сматра „увредљивим“ за кориснике. Британски Гардијан чак оптужује произвођаче и мобилне оператере да су намерно креирали компликован начин дистрибуције софтверских надоградњи.
Гугл се 2011. године удружио са многим играчима у овој индустрији како би представио „Андроид алијансу за надоградњу“ (енгл. Android Update Alliance), обећавајући доступност надоградњи за сваки уређај највише 18 месеци након његовог представљања; међутим, од онда нико више не помиње ову алијансу. Гугл је након тога почео са надоградњом многих сервиса који су независне од Андроида, као што су Гугл мапе и Гугл плеј мјузик. Гугл је такође представио системску компоненту која обезбеђује апликативни програмски интерфејс (енгл. Application programming interface, API) за Гугл сервисе, коју директно инсталира и надограђује Гугл путем Гугл плеј сервиса и коју подржава већина уређаја на Андроид верзији 2.2 и новијим.

### Линукс језгро
Од новембра 2013. године, тренутне верзије Андроид оперативног система садрже језгро базирано на Линукс језгру верзије 3.x, док је на верзијама старијим од Андроид 4.0 Ајс крим сендвич (енгл. Ice Cream Sandwich) језгро базирано на Линукс језгру верзије 2.6.x. Андроид Линукс језгро поседује дубље измене архитектуре Линукс језгра у односу на типичан развојни циклус Линукс језгра.
Одређене функције којима је Гугл унапредио Линукс језгро, као што је функција за управљање потрошњом електричне енергије, нису прихваћене од већине програмера који унапређују ово језгро, делом зато што Гугл није показивао намеру да одржава сопствени код. Гугл је у априлу 2010. године објавио да планира да запосли двоје људи који би радили са заједницом окупљеном око Линукс језгра, међутим Грег Кроа-Хартман, који тренутно одржава стабилну верзију Линукс језгра, изјавио је у децембру 2010. године да је забринут тиме да Гугл више не жели своје измене Линукс језгра у његовој званичној верзији. Неки од Андроид програмера у Гуглу су наговештавали да су се заситили овог посла, због тога што су били мали тим чији је приоритет пре свега био Андроид.
У августу 2011. године, Линус Торвалдс је изјавио да ће „Андроид и Линукс евентуално имати заједничко језгро у будућности, али да то неће бити случај у наредних четири до пет година“. У децембру 2011. године Грег Кроа-Хартман објавио је почетак пројекта који је имао за циљ враћање неких Андроид драјвера, закрпи и функција у Линукс језгро, почевши са Линукс верзијом 3.3.
Флеш меморија на Андроид уређајима подељена је на неколико партиција, као што су /system за сам оперативни систем и /data за корисничке податке и инсталације апликација. Насупрот Десктоп дистрибуцијама Линукса, власницима Андроид уређаја није дозвољен корени (енгл. root) приступ оперативном систему док се са битнијих партиција, као што је /system, могу само читати подаци, не и мењати. Међутим, корени приступ се може дозволити коришћењем сигурносних недостатака код Андроида, што се често користи од стране заједнице отвореног кода како би се повећале способности самих уређаја, као и од злонамерних корисника како би инсталирали вирусе или друге злонамерне програме.
По мишљењу Линукс фондације и шефа Гугл-овог одељења за софтвер отвореног кода, Криса ДиБоне, Андроид је дистрибуција Линукс оперативног система. Други, као на пример Гуглов инжењер Патрик Брејди, се пак не слажу да је дистрибуција Линукса, правдајући то недостатком многих ГНУ-ових алата у Андроиду.

### Софтверски стек
На врху Линукс језгра, налази се посредни софтвер (енгл. middleware), библиотеке и апликативни програмски интерфејс (АПИ) написани у програмском језику C, као и апликативни софтвер покренут на апликационом оквиру (енгл. application framework) који садржи Јава-компатибилне библиотеке базиране на Апачи Хармонији (енгл. Apache Harmony). Андроид користи Далвијк виртуалну машину на којој се извршава декс-код (енгл. dex, Dalvik Executable), који се најчешће преводи из Јава бајткода. Андроид 5.1 не ради на Далвику, већ на, АРТ виртуалној машини.
Андроид користи библиотеку Бионик уместо стандардне Це библиотеке, коју је својевремено Гугл развио за Андроид, као деривацију BSD стандардне Це библиотеке кода. Бионик поседује неколико основних функционалности специфичних за Линукс језгро и његов развој се наставља независно од изворног кода Андроида. Главне предности коришћења Бионик библиотеке уместо ГНУ Це библиотеке (енгл. glibc) је другачије лиценцирање и оптимизација за процесоре са мањом фреквенцијом.
Андроид нема подразумевану подршку за Прозорски систем икс (енгл. X Window Systems) нити подржава стандардни скуп ГНУ-ових библиотека, те је немогуће покретати постојеће Линукс апликације или библиотеке на Андроиду.

### Заједница отвореног кода
Андроид оперативни систем поседује активну заједницу програмера и ентузијаста који користећи његов изворни код развијају сопствене верзије овог оперативног система. Ове верзије често доносе новине на уређаје много брже од произвођача и оператера, иако без детаљнијих тестирања и гаранције квалитета; омогућавају наставак подршке за старије уређаје након престанка званичне подршке; или пак омогућавају да се Андроид нађе на уређајима које фабрички покрећу други оперативни системи, као што је нпр. ХП Тачпед (енгл. HP TouchPad). Ове верзије најчешће долазе претходно рутоване а садрже измене које нису подесне за кориснике који немају знање из ове области, као што је повећање радног такта (енгл. overclocking) или повећање/смањење волтаже процесора. ЦианогенМод је најчешће коришћен фирмвер развијен од заједнице, и представља основу за бројне друге.
Историјски гледано, произвођачи и мобилни оператери су најчешће одбијали да подрже развој фирмвера од стране других произвођача. Они изражавају забринутост због неправилног функционисања уређаја које покрећу незванични закрпе софтвера и трошкова који из тога проистичу. Чак шта више, измењени фирмвер, као што је ЦианогенМод, понекад нуди функције, нпр. тетеринг, за које би иначе мобилни оператери захтевали надокнаду. Као резултат тога, разноразне техничке препреке су уобичајене код многих уређаја, укључујући закључавање програма за покретање оперативног система и ограничен приступ кореним (енгл. root) дозволама. И поред тога, како је софтвер развијен од програмерске заједнице постајао популаран, тако су произвођачи и мобилни оператери омекшали свој став у погледу развоја апликација од стране других произвођача, па су неки, међу којима Ха-Те-Це, Моторола, Самсунг и Сони, пружали подршку и охрабривали њихов развој. Као резултат овога, временом се потреба да се „заобиђу“ хардверска ограничења за инсталирање незваничног фирмвера смањила, па се све већи број уређаја испоручује са откључаним покретачем оперативног система (енгл. bootloader), као код Нексус серије телефона, иако се од корисника захтева да се одрекну ове могућности. Без обзира на све, одређени мобилни оператери у САД и даље захтевају да уређаји буду закључани.
Откључавање и могућност хаковања паметних телефона и таблета остаје разлог тензије између заједнице програмера и индустрије, где програмери инсистирају на томе да је развој незваничног фирмвера изузетно важан због неуспеха индустрије да обезбеди на време закрпе и/или продужену подршку уређајима.

## Безбедност и приватност
Андроид апликације се извршавају у изолованом окружењу система (енгл. sandbox) који нема приступ осталим системским ресурсима, осим у случају када корисник, приликом инсталације апликације, експлицитно то не омогући. Пре инсталације апликације, Гугл плеј приказује сва потребна овлашћења: нпр. игрици треба омогућити вибрацију уређаја или да чува податке на СД картицу, али не и да чита СМС поруке или да приступа телефонском именику. Након прегледања ових овлашћења корисник бира да ли ће да их прихвати или не и апликација се инсталира само у случају да су прихваћена. Извршавање у изолованом окружењу и систем овлашћења умањују утицај багова и рањивости апликација, међутим забуна међу програмерима и ограничена документација доводе до тога да апликације захтевају непотребна овлашћења, чиме смањују њихову ефективност. Гугл је избацио надоградњу за Андроид која верификује апликацију тако што се у позадини откривају и убијају злонамерни процеси.
Тзв. „Еп Опс“ (енгл. "App Ops") приватност и контролни систем овлашћења, коришћени у Гуглу за интерни развој и тестирање, представљени су са Андроид 4.3 верзијом за Нексус серију уређаја. Иако је ова функционалност у почетку била тајна, ипак је откривена јавности; омогућавала је корисницима да инсталирају управљачку апликацију и да прихвате или одбију захтеве за овлашћењима појединачно за сваку инсталирану апликацију на уређају. Касније је Гугл забранио приступ „Еп Опс“ функцији, почев од Андроид 4.4.2 верзије уз објашњење да је функција случајно омогућена крајњим корисницима иако им није била намењена; због овакве одлуке Гугл је критикован од стране Фондације за електронске границе (енгл. Electronic Frontier Foundation). Појединачно управљање овлашћењима апликације, путем „Еп Опс“ или других алата, је тренутно могуће само путем кореног приступа уређају.
Истраживање компаније Тренд Микро показује да је најчешћи тип злонамерног софтвера на Андроиду, злоупотреба премијум сервиса, где се текстуалне поруке шаљу са инфицираних уређаја на премијум телефонске бројеве, без знања корисника. Затим, ту је и приказивање нежељених и наметљивих реклама на уређају, или неовлашћено слање личних података трећој страни. Примећено је да број безбедносних претњи на Андроиду расте експоненцијално; међутим, инжењери у Гуглу тврде да фирме које се баве безбедношћу на оваквим уређајима претерују са наглашавањем претњи од злонамерног софтвера и вируса, све због својих комерцијалних разлога, па су их чак и оптужили да играју на карту страха корисника како би им продали софтвер за заштиту од вируса. Гугл заступа став да је злонамеран софтвер чак изузетно редак, наводећи истраживање компаније Еф-Секјур које је показало да само 0,5% злонамерног софтвера на Андроиду долази са Гугл плеј продавнице.
Гугл тренутно користи Гугл Баунсер, сопствени скенер за злонамеран софтвер, који скенира све постојеће и будуће апликације на Гугл плеј продавници. Намера је да се означе сумњиве апликације и да се корисници упозоре са могућим проблемима пре него што скину апликацију. Андроид верзија 4.2 Џели Бин (енгл. Jelly Bean) представљена је 2012. године са напредним опцијама безбедности, међу којима и скенер злонамерног софтвера уграђен у систем, и који такође може да скенира апликације које нису са Гугл плеј-а, као и систем узбуњивања који обавештава корисника када апликација покушава да шаље поруку на неки премијум број, блокирајући ту поруку док је корисник сам не одобри за слање. Неколико безбедносних фирми, укључујући Лукаут Мобајл Секјурити, AВГ Технолоџис, и Макафи, су објавиле антивирусне програме за Андроид уређаје. Овај софтвер је неефикасан због тога што се апликације већ извршавају у изолованом окружењу (енгл. sandboxing), чиме се ограничава њихова способност да дубље скенирају систем због претњи.
Андроид паметни телефони имају могућност извештавања о локацији Вај-фај приступне тачке, како би креирали базе података које садрже физичке локације стотине милиона таквих приступних тачака. Ове базе података чине мапе у електронском облику које лоцирају паметне телефоне корисника и на тај начин им омогућавају коришћење апликација као што су Форсквер, Гугл латитјуд, Фејсбук плејсиз и приказивање реклама везаних за локацију где се налазите. Програм за праћење, као што је ТејнтДроид, истраживачки пројекат академске заједнице, може, у одређеним случајевима, да открије када се лични подаци шаљу из апликације на удаљене сервере. У августу 2013. године, Гугл је представио Менаџер Андроид уређаја (енгл. Android Device Manager (ADM)), компоненту која омогућава корисницима да даљински прате, лоцирају и обришу све податке из својих Андроид уређаја, путем веб окружења. У децембру 2013. године, Гугл је представио Менаџер Андроид уређаја као појединачну Андроид апликацију на Гугл плеј-у, где је доступна уређајима које покреће Андроид 2.2 или новије верзије.
Отвореност Андроид платформе омогућава безбедносним фирмама да постојеће уређаје адаптирају за безбедније коришћење. Примера ради, Самсунг је са фирмом General Dynamics, путем заједничке аквизиције Опен Кернел Лаб-а (енгл. Open Kernel Lab), радио на изради нове верзије Џели Бин-а за свој пројекат "Кнокс" (енгл. Knox).
Приликом објављивања информација о масовном шпијунирању путем Интернета, у септембру 2013. године објављено је да су америчке и британске обавештајне агенције, Државна безбедносна агенција (енгл. National Security Agency - NSA) и Државни комуникациони штаб (енгл. Government Communications Headquarters - GCHQ), имали приступ подацима корисника Ајфона, Блекберија и Андроида. Како је наведено, ове агенције су имале приступ свим подацима паметних телефона, укључујући СМС поруке, локацију, и-мејлове и белешке Наредни извештаји, из јануара 2014. године, су открили да су обавештајне агенције имале могућност пресретања личних информација које су преношене Интернетом путем друштвених мрежа и популарних апликација као што је игрица Енгри Брдс, које прикупљају личне податке у сврху рекламирања. Државни комуникациони штаб поседује, судећи по извештајима Гардијана скуп различитих апликација и рекламних мрежа у облику викија, и различите податке који се из њих могу извући. Исте седмице, Финска фирма Ровио, која развија популарну игрицу Енгри Брдс, је објавила да преиспитује свој однос са рекламним платформама у светлу ових обелодањивања, и позвала да остатак индустрије уради исто.
Обелодањена документа су такође приказивала непрестане покушаје [[Обавештајна служба|обавештајних агенција] да пресретну претрагу и упите са Гугл мапа за Андроид и остале уређаје, како би прикупиле огромну количину информација о локацијама корисника. Државна безбедносна агенција и Државни комуникациони штаб инсистирају на томе да су њихове активности у складу са свим релевантним америчким и иностраним законима, иако Гардијан наводи „да обелодањивање ових информација може довести до све већег раста забринутости о томе како се са данашњим технологијама сакупљају и користе информације, посебно за кориснике изван САД, који уживају мању заштиту приватности од Американаца.

## Лиценцирање
Изворни код Андроида доступан је под бесплатним лиценцама и лиценцама отвореног кода. Гугл објављује већи део кода под Апачи лиценцом верзије 2.0, док остале, измене Линукс језгра, под ГНУ-овом општом јавном лиценцом верзије 2. Опен хандсет алајанс (енгл. Open Handset Alliance) јавно објављује измене Линукс језгра. Остатак Андроид платформе Гугл развија тајно, а изворни код објављује тек кад се објави нова верзија Андроида. Гугл најчешће сарађује са произвођачима хардвера за развој премијум (енгл. flagship) модела (Нексус серија) са најновијим верзијама Андроида на њима, па се тек након њиховог представљања јавности објављује и изворни код. Једина верзија Андроида чији изворни код није био јавно доступан одмах након представљања, била је верзија искључиво за таблете Андроид 3.0 Ханикомб. Разлог томе био је, судећи по званичном Андроид блог посту Енди Рубина, што се пожурило са производњом Моторола Зум таблета, на ком је премијерно представљен, и зато што нису хтели да трећа страна креира „лоше корисничко окружење“ покушавајући да на паметне телефоне уграде Андроид верзију намењену таблетима.
Иако је већи део Андроид платформе софтвер отвореног кода, многи Андроид уређаји се испоручују са мноштвом софтвера у приватном власништву, као нпр. Гугл плеј, Гугл претрага или Гугл плеј сервиси, софтверски слој који обезбеђује АПИ интегрисан са, између осталог, Гугловим сервисима. Произвођачи морају да имају дозволу Гугла да поставе ове апликације на своје уређаје, притом испуњавајући услове компатибилности и остале предуслове. Прилагођене верзије Андроида (као што су Тач виз и ХТЦ Сенс) такође морају да замене поједине основне Андроид апликације, апликацијама својих произвођача и да уграде додатни софтвер који се не налази на основној (енгл. stock) верзији Андроида. Код многих уређаја, произвођачи морају да обезбеде одређени бинарни код како би Андроид радио како треба
Одређене Андроид апликације отвореног кода коришћене у претходним верзијама Андроида (Претрага, Музика и Календар) Гугл више не развија, већ је развој преусмерен на нове апликације које су у власништву Гугла и које се дистрибуирају и надограђују путем Гугл плеја, нпр. Гугл претрага и Гугл Плеј Мјузик. Иако ове старије апликације остају у Андроид изворном коду, оне више не добијају надоградњу. Чак шта више, власничке варијанте основних (енгл. stock) апликација Камера и Галерија садрже одређене функције (фотосферне панораме и интеграција са Гугл+ албумима) које су избачене из верзија отвореног кода (иако тек треба да буду тотално занемарене). Слично овоме, Нексус 5 користи варијанту Андроид 4.4 почетног екрана која није бесплатна и која је уграђена директно у апликацију Гугл претрага, чиме се проширују могућности додавањем говорне претраге и приступа Гугл нау као сопственој страници на почетном екрану. Иако је надоградња за апликацију Гугл Претрага објављена путем Гугл плеја за све Андроид уређаје, нови почетни екран захтева инсталирање додатне апликације како би функционисао, која није садржана у Андроид 4.4 надоградњи за све остале уређаје (који су и даље користили почетни екран из Андроид верзије 4.3). Ова додатна апликација је званично објављена на Гугл плеју под именом Гугл Нау Лаунчер (енгл. Google Now Launcher) у фебруару 2014. године, у почетку за Нексус и остале уређаје са Андроид 4.4 верзијом.
Ричард Столмен и Задужбина за слободни софтвер (енгл. Free Software Foundation) доста критикују Андроид и предлажу коришћење алтернативних оперативних система, као што је Репликант (енгл. Replicant), због тога што су драјвери и фирмвер, који су витални за добро функционисање Андроид уређаја, у приватном власништву и због тога што Гугл плеј омогућава објављивање власничког софтвера.

### Утицај на произвођаче
Гугл Мобајл Сервисиз, уз све заштићене жигове везане за Андроид платформу, произвођачи уређаја могу користити на својим уређајима само ако задовољавају услове и стандарде Гугла по питању компатибилности, садржане у Документу о дефиницији компатибилности са Андроид платформом. Због тога, варијанте Андроида које садрже велике измене у односу на основну верзију, као што је Амазонов Фајер ОС (енгл. Fire OS) (коришћен код Киндл Фајер линије таблета и оријентисан на Амазон сервисе), затим Нокија Икс Платформа (варијанта коју користи Нокија Икс породица уређаја, оријентисана на Нокија и Мајкрософт сервисе), или друге варијанте које не садрже Гугл апликације због проблема са цензуром (као што је случај у Кини), су некомпатибилне са апликацијама са Гугл плеја, и у том случају морају да се испоручују са сопственим апликацијама. 2014. године Гугл је почео да захтева да сви Андроид уређаји који имају лиценцу за Гугл Мобајл Сервисиз, морају приликом покретања оперативног система на уређајима приказују лого „Покреће Андроид“ (енгл. "Powered by Android").
Компанијама чланицама удружења Опен хандсет алајанс (ОХА), међу којима је већина произвођача Андроид уређаја, такође је уговором забрањено да производе Андроид уређаје базиране на измењеним варијантама Андроид оперативног система; 2012. године, компанија Ејсер је била приморана да заустави производњу својих уређаја базираних на оперативном систему Алибаба Групе названим Алијун ОС (енгл. Aliyun OS) под претњом избацивања из удружења ОХА, све због тврдњи Гугла да је платформа некомпатибилна верзија Андроида. Алибаба Група је бранила свој став чињеницом да је оперативни систем потпуно различита платформа од Андроида (примарно је користила HTML5 апликације), која је садржала делове Андроид платформе само у оном делу како би омогућила компатибилност са Андроид апликацијама. И поред тога, ови уређаји су се испоручивали са продавницом апликација која је нудила Андроид апликације; међутим, већина њих је била пиратизована.